# Szentes
Szentes é uma cidade da Hungria, situada no condado de Csongrád-Csanád. Tem 353,25 km² de área e sua população em 2019 foi estimada em 27.080 habitantes.